# Philibert Orry
Pour les articles homonymes, voir Orry.
Philibert Orry, comte de Vignory, seigneur de La Chapelle-Godefroy, est un homme d'État français, né à Troyes le 22 janvier 1689, et mort à La Chapelle-Godefroy le 9 novembre 1747.

## Biographie
Cinquième enfant[réf. nécessaire] de Jean Orry, bourgeois originaire de Rouen qui s'enrichit considérablement en fournissant l'armée de Louis XIV en chevaux et en munitions durant la guerre de Succession d'Espagne, puis ministre des finances de Philippe V d'Espagne, Philibert Orry est capitaine de cavalerie pendant la guerre de Succession d'Espagne. Il achète ensuite une charge de conseiller au Parlement de Paris, puis de maître des requêtes (1715). Il est intendant à Soissons (1722-1727),, en Roussillon (1727-1728), et à Lille pour quelques mois en 1730,.
Grâce à la protection du cardinal Fleury, dont il partage le goût de l'ordre et l'austérité, et surtout parce qu'il n'est pas lié au clan Bourbon alors en disgrâce, Orry est nommé contrôleur général des finances - il obtient alors le rang de conseiller d'État - en janvier 1731 et cumule cette fonction avec celle de ministre d'État en 1736, de directeur général des Bâtiments du Roi à partir de mars 1737 (au décès du duc d'Antin) ; il est conseiller d’État ordinaire en juillet 1742 et grand trésorier des Ordres du roi en février 1743.
Financier habile et intègre, il doit rétablir l'impôt du dixième et parvient à stabiliser le budget de l'État. Appliquant les principes de Colbert, il cherche à développer des manufactures de textile et de papier. Il apporte son soutien à son frère Jean-Louis Henri Orry, (1703-1751) qui est à l'origine de la création de la manufacture de Vincennes, (porcelaine) en 1740. Il favorise le commerce avec le Canada et les Indes en réformant les statuts de la Compagnie des Indes.[réf. nécessaire]

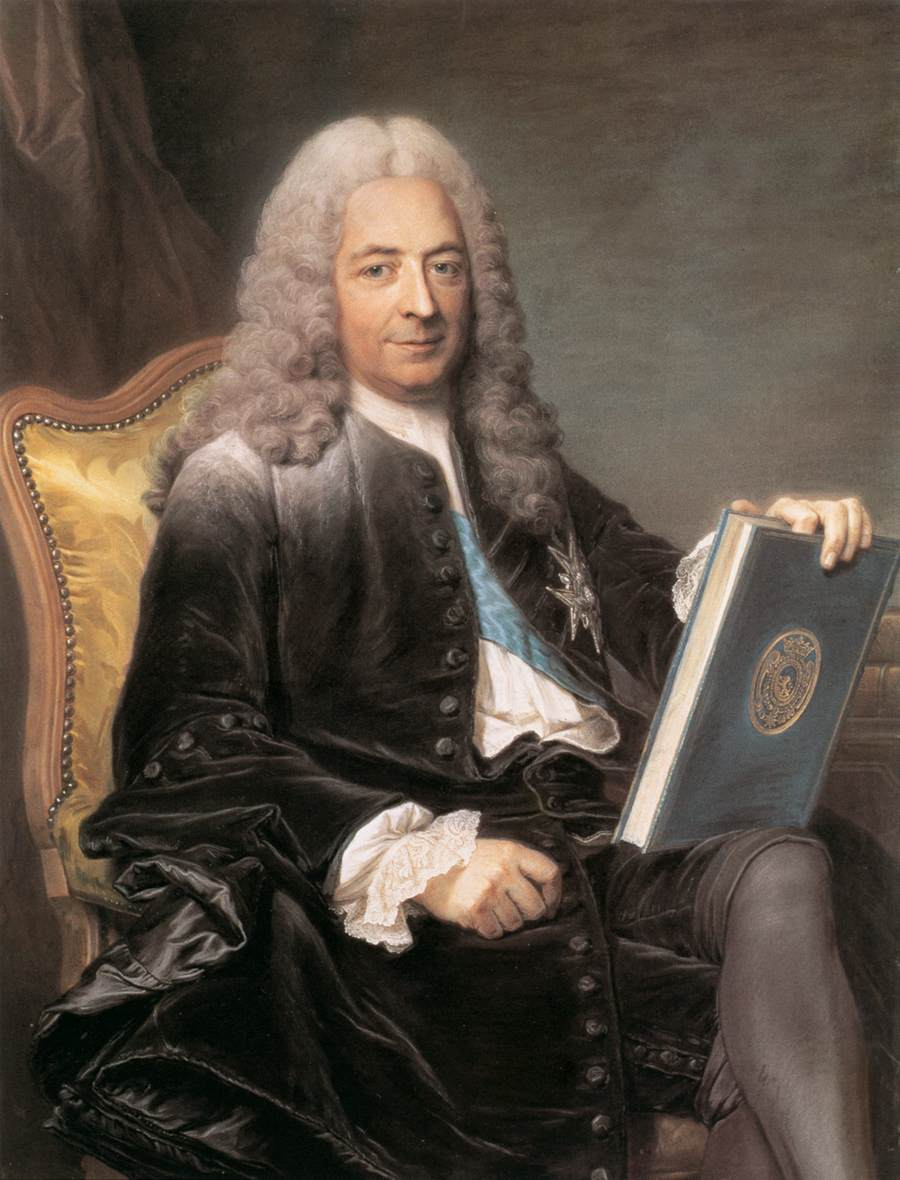
Portrait au pastel de Philibert Orry par Quentin de La Tour, 1737.

Comme directeur général des Bâtiments, il rétablit dans le Salon carré du Louvre le Salon annuel de peinture et d'histoire à partir de 1737, ce qui lui vaut d'être élu vice-protecteur de l'Académie royale de peinture et de sculpture en avril 1737. il fait acheter pour 190 000 livres le palais Mancini, occupé depuis 1725 par la prestigieuse académie de France à Rome dont il surveille de près la gestion que d'Antin avait négligée. Pour remplacer 
Vleughels à la tête de cet établissement, en janvier 1738 il choisit Jean-François de Troy. Deux choses sont remarquées dans son administration de cette charge : il ne montre pas de protection particulière pour les champenois dans ses choix d'assistants, intendants, ordonnateurs et contrôleurs ; et ses commandes sur tous les chantiers royaux marquent une rupture notable avec la tradition de références mythologiques ou allégoriques. On peut le constater par exemple pour les chevaux de marbre de Guillaume Coustou commandés en 1739 pour Marly, la petite galerie des Chasses de Versailles décorée de scènes de chasses exotiques sans support narratif, à Fontainebleau aussi… Par contre chez lui il est plus classique : les thèmes des tableaux sont des histoires mythologiques. 

Son directorat a généralement été sévèrement jugé. Cependant, ces critiques semblent relever moins du « bon goût » que de la mauvaise foi et de la jalousie des mémorialistes de l'époque — tous nobles — confrontés à la réussite d'un bourgeois, membre du tiers état. Le marquis d'Argenson évoque avec mépris « le mauvais goût bourgeois de Monsieur Orry ». Nonobstant, le fait de choisir Charles-Joseph Natoire en 1730 pour décorer son château de La Chapelle-Godefroy révèle bien au contraire un discernement certain en matière artistique : c'était alors l'un des jeunes peintres d'histoire les plus prometteurs, et ses deux principaux rivaux, François Boucher et Carle Van Loo, étaient tous deux à l'étranger.
Directeur général des Ponts et Chaussées, Orry fait terminer le canal de Crozat et entretient et développe le système routier. En 1733, il ordonne l'achèvement de la triangulation générale de la France, qui est réalisée par Jacques Cassini. Avec son intendant des finances Henri François de Paule Lefèvre d'Ormesson, en 1738 il envoie aux intendants une instruction détaillée sur la corvée royale (trente jours par an au maximum) pour la construction et l'entretien des chemins, classés en cinq catégories. Jusqu'à la Révolution, une grande partie des routes royales existe grâce à cette institution. En 1738, il demande au service des Ponts et Chaussées, sous la direction de Daniel-Charles Trudaine, de lever les plans des grandes routes du royaume.
Confronté à l'ambition et à l'opposition de la nouvelle favorite royale, la marquise de Pompadour qui était issue du monde de la finance et voulait placer ses amis au pouvoir, il dut démissionner en 1745 malgré quinze années de bons et loyaux services et de succès.
Il fut grand trésorier de l'ordre du Saint-Esprit de février 1743 à sa mort en 1747.

## Résidences
Orry possède le château de La Chapelle-Godefroy à Saint-Aubin (Aube) près de Nogent-sur-Seine, hérité de son père en 1719.  Selon les Mémoires du duc de Luynes, « M. Orry a toujours paru n'avoir aucune ambition, regrettant sans cesse de ne pouvoir vivre dans sa terre de la Chapelle, près de Nogent, et toujours prêt à y aller avec plaisir ». Il fait considérablement transformer et agrandir le logis seigneurial d'origine. pour ce château, il commande à Charles-Joseph Natoire trois séries de tableaux représentant l'Histoire des Dieux, sur les thèmes des Amours de Jupiter, la Vie de Clovis et les Aventures de Télémaque - soit 21 tableaux de Natoire (dont Les Quatre Saisons), réalisés entre 1731 et 1740. Il possède aussi deux Watteau, L'Enchanteur et L'Aventurière, aujourd'hui conservés au musée Saint-Loup de Troyes.
Orry (ou son frère ou son fils ?) possède en outre le domaine dit du « Petit Bercy » à Paris.[réf. nécessaire]